# Межаков, Феофилакт Васильевич
Феофилакт (Филат) Васильевич Межаков (годы рождения и смерти неизвестны) — атаман Войска Донского (1612).

## Биография
Его происхождение, время место рождения, а также другие данные неизвестны. На исторической сцене он появился с приходом на Русь Лжедмитрия I. Сначала Ф. Межаков поддерживал самозванцев, но в 1612 году он решительно перешел на сторону Второго ополчения, пришедшего освобождать Москву от поляков, во главе с князем Дмитрием Пожарским и Кузьмой Мининым.
Феофилакт Васильевич Межаков был одним из четырех казачьих атаманов, которые в решающий момент битвы за Москву 22 августа 1612 года оказали помощь войску Минина и Пожарского.
В январе 1613 года в Москве состоялся Земский собор, на которых прибыли представители всех сословий и социальных групп Русского государств для избрания нового царя. В числе нескольких донских атаманов и казаков на соборе находился и Феофилакт Межаков. Каждая из боярских групп пыталась возвести на царский престол своего ставленника. Были отвергнуты кандидатуры польского королевича Владислава и шведского принца Карла Филиппа. Участники собора решили посадить на царство «природного русского государя». Среди претендентов на царский трон были знатные сановники, князья Д. Т. Трубецкой, Ф. И. Мстиславский, В. В. Голицын, И. М. Воротынский и Д. М. Пожарский, но ни один из них не набрал большинства голосов.
Известный российский историк В. О. Ключевский писал: "И тут «какой-то дворянин из Галича, откуда производили первого самозванца, подал на соборе письменное мнение, в котором заявил, что ближе всех по родству к прежним царям стоит М. Ф. Романов, а потому его и надобно избрать в цари». Но крупные сановники и бояре выступили против кандидатуры молодого Михаила Романова и стали спрашивать, кто принес такое послание? Тогда из рядов донских казаков вышел атаман Межаков и положил на стол своё «писание».
— Какое это писание ты подал, атаман? — спросил его князь Дмитрий Пожарский.
— О природном царе Михаиле Федоровиче, — отвечал Межаков.
«Этот атаман, — пишет Василий Ключевский, — будто бы и решил дело: „прочетше писание атаманское и бысть у всех согласие и единомыслен совет“, — пишет один бытописатель. Михаила провозгласили царем».
Поляки, желавшие поставить на московский царский трон царевича Владислава, говорили потом, что «Михаила выбрали не бояре, а взбунтованное казачество». 21 февраля 1613 года Земский собор утвердил новым царем шестнадцатилетнего стольника Михаила Фёдоровича Романова. 11 июня 1613 года Михаил Фёдорович венчался на царство.
За службу отечеству Филат Васильевич получил поместье в Вологодском уезде. Село Никольское было даровано казачьему атаману Филату Межакову за участие в освобождении Москвы от поляков. Его сын Иван Филатович Межаков унаследовал отцовское поместье.
Дальнейших сведений об атамане Феофилакте Межакове нет.